# 解析空間
在數學中，解析空間是一類局部上由解析函數定義的局部賦環空間，可理解為解析版本的概形。

## 定義
固定一個完備域 {\displaystyle (F,|\cdot |)}（通常取 {\displaystyle \mathbb {R} } 或 {\displaystyle \mathbb {C} }）。
令 {\displaystyle U=\{(x_{1},\cdots ,x_{n}):\forall i\;|x_{i}|<1\}\subset F^{n}}，其中 {\displaystyle n\in \mathbb {N} }，令 {\displaystyle {\mathcal {O}}_{U}} 為 {\displaystyle U} 上的解析函數層。設 {\displaystyle f_{1},\ldots ,f_{m}} 為解析函數，我們考慮它們的共同零點形成之空間 {\displaystyle Z(f_{1},\ldots ,f_{n})} （帶來自 {\displaystyle F^{n}} 的拓撲結構），並賦予結構層 {\displaystyle {\mathcal {O}}_{U}/(f_{1},\ldots ,f_{m})}。如此遂得到一個局部賦環空間，這類空間稱作局部模型。
注意到我們容許結構層中有冪零元，一如概形的情形，若一個解析空間的結構層之冪零根為零，則稱之為既約的。
所謂解析空間是一個局部同構於上述空間的局部賦環空間 {\displaystyle ({\mathcal {X}},{\mathcal {O}})}；或者說是局部模型沿著開集的黏合。在 {\displaystyle F=\mathbb {C} } 時，數學家們已有特別深入的研究，這類解析空間稱為複解析空間，可以視為複流形的推廣。

## 解析凝聚層
岡潔引理（Oka's lemma）是這方面的最初成果之一，其推論之一是：複解析空間的結構層是凝聚層，其中的任何理想層也都是凝聚層。
對複解析凝聚層已有一套細緻的理論，包括一些重要的有限性定理；詳閱 Grauert 與 Remmert 的著作（見參考文獻）。

## 複概形與解析空間
具良好性質（局部諾特、分離……）的複概形 {\displaystyle X} 可視作解析空間；形式地說，有解析化函子
{\displaystyle X\mapsto X^{\mathrm {an} }}，映至相應的複解析空間。
{\displaystyle {\mathcal {F}}\mapsto {\mathcal {F}}^{\mathrm {an} }}，將 {\displaystyle X} 上的代數凝聚層映至 {\displaystyle X^{\mathrm {an} }} 上的解析凝聚層。
於是引生兩大問題：
1. 比較複概形及其解析化的諸般性質：包括拓撲性質（連通性、緊性、分支、真態射）及上同調（或者更一般的高階正像導函子{\displaystyle R^{i}f_{*}(-)} ）等等……。
2. 複解析空間的代數性問題：一個複解析空間稱作是代數的，若且唯若它同構於某個 {\displaystyle X^{\mathrm {an} }}，其中 {\displaystyle X} 是個複概形；顯然存在非代數的複解析空間（例如 {\displaystyle \mathbb {C} } 的單位圓盤）。能否給出代數性的一般判準？

關於第一個問題，可參閱塞爾的著名論文 Géométrie algébrique et géométrie analytique（代數幾何與解析幾何），或 SGA 卷一附錄。第二個問題則牽涉甚廣。已知一維緊複流形皆是射影代數簇，這是黎曼的經典結果；至於一般的整、緊複解析空間，代數化的必要條件之一是存在「夠多」亞純函數，明確地說，即亞純函數域的超越次數須等於空間的維度；這類空間稱作 Moishezon 空間。對於緊複流形，另一個必要條件是須有 Kähler度量。

## 文獻
- H. Grauert,   R. Remmert,  Analytische Stellenalgebren (1971) , Springer-Verlag （也有英譯本：Coherent Analytic Sheaves）
- Grothendieck, Alexandre; Michèle Raynaud. . Société Mathématique de France. 2003: xviii+327 [1971]. ISBN 978-2-85629-141-2 （法语）.
- J. P. Serre (1956), "Géométrie algébrique et géométrie analytique." （页面存档备份，存于） Annales de l'Institut Fourier 6, 1-42.